# The Rising Tied
The Rising Tied is het debuutalbum van hiphopformatie Fort Minor, een nevenproject van de MC van Linkin Park, Mike Shinoda. Het album werd, afhankelijk van de plaats, op 21 en 22 november 2005 uitgebracht via Machine Shop Recordings en Warner Bros. Records. Het album ontstond uit Shinoda's verlangen om weer terug te keren naar zijn hiphopverleden, dat hij niet kwijt kon in Linkin Park en hij nam het album, dat door hemzelf werd geproduceerd met Jay-Z als uitvoerend producent, in 2005 op.

## Achtergrondinformatie
Het album is door Shinoda zelf in elkaar gezet en geproduceerd en hij heeft alle instrumenten zelf ingespeeld, op de strijkinstrumenten na. Als uitvoerend producent koos de rapper voor Jay-Z, waarmee hij al eerder met Linkin Park op de mash-up-ep Collision Course werkte. Ook bij dit album had Shinoda de taak van producent. Voor dit album heeft Shinoda veel samengewerkt, maar hij koos er opzettelijk niet voor om veel reeds doorgebroken artiesten te gebruiken. Hij gaf er de voorkeur aan samen te werken met vrienden, zoals de hiphopgroep Styles of Beyond, die Shinoda al een langere tijd kende en waarmee hij al eerder had samengewerkt. Zo had hij in 1997 het artwork van 2000 Fold van die groep verzorgd. De leden van Styles of Beyond zijn op zes nummers van het album te horen en waren ook vaak aanwezig op de eerder uitgebrachte mixtapes. Daarnaast werkte Shinoda samen met rapper Black Thought van The Roots (die ook te horen is in het nummer X-Ecutioner Style van Linkin Parks remixalbum Reanimation), Holly Brook, Jonah Matranga van de band Far, Common, Eric Bobo van Cypress Hill, John Legend, Kenna en Linkin Parks Joseph Hahn.

## Singles
De eerste single zou oorspronkelijk Remember the Name zijn, en vanaf de lente van 2005 was er een sample van het nummer te horen op de website van Fort Minor. Volgens de rapper was het nummer al te vinden op het internet "als men maar goed zocht". Op 19 augustus 2005, toen de band voor het eerst optrad tijdens het Pukkelpop-festival, lekte de studioversie van het nummer in het geheel uit. Het nummer werd desondanks in de undergroundscene een hitje. Uiteindelijk werd toch Petrified gekozen als de eerste single en werd het alleen in de Verenigde Staten uitgebracht. De rest van de wereld kreeg Believe Me voorgeschoteld. Beide presteerden ondermaats. Petrified bereikte geen enkele hitlijst en Believe Me scoorde niet goed, hoewel het in enkele Europese landen de top 40 haalde. Het nummer reikte in de Nederlandse Single Top 100 tot de 58e plaats en behaalde in de tipparade van de Nederlandse Top 40 de tweede positie. Als de internationale tweede single werd de ballad Where'd You Go gekozen, en niet zonder succes. Het nummer behaalde in de Amerikaanse Billboard Hot 100 de vierde positie en bracht het in Nederland tot de top tien. Het label besloot tot een heruitgave van Remember the Name met een nieuwe videoclip. Dit zorgde voor een piek op de 66e positie in de Amerikaanse top 100.

## Tracklist
Alle muziek en teksten zijn geschreven door Mike Shinoda, with additional co-writers listed below. 
| 1.                 | Introduction                                                | Shawn Carter                       | 00:43 |
| 2.                 | Remember the Name (met Styles of Beyond)                    | Takbir Bashir, Ryan Maginn         | 03:50 |
| 3.                 | Right Now (met Black Thought & Styles of Beyond)            | Bashir, Maginn, Trotter            | 04:15 |
| 4.                 | Petrified                                                   |                                    | 03:40 |
| 5.                 | Feel Like Home (met Styles of Beyond)                       | Bashir, Maginn                     | 03:54 |
| 6.                 | Where'd You Go (met Holly Brook & Jonah Matranga)           |                                    | 03:52 |
| 7.                 | In Stereo                                                   |                                    | 03:30 |
| 8.                 | Back Home (met Common & Styles of Beyond)                   | Bashir, Lonnie Rashid Lynn, Maginn | 03:45 |
| 9.                 | Cigarettes                                                  |                                    | 03:40 |
| 10.                | Believe Me (met Eric Bobo & Styles of Beyond)               | Bashir, Maginn                     | 03:43 |
| 11.                | Get Me Gone                                                 |                                    | 01:56 |
| 12.                | High Road (met John Legend)                                 |                                    | 03:17 |
| 13.                | Kenji                                                       |                                    | 03:51 |
| 14.                | Red to Black (met Kenna, Jonah Matranga & Styles of Beyond) | Bashir, Maginn                     | 03:12 |
| 15.                | The Battle (met Celph Titled)                               |                                    | 00:32 |
| 16.                | Slip Out the Back (met Joe Hahn)                            | Joe Hahn                           | 03:57 |
| Totale duur: 61:54 |                                                             |                                    |       |

| Nr. | Titel                                                                | Schrijver(s) | Duur  |
| --- | -------------------------------------------------------------------- | ------------ | ----- |
| 17. | Silence/Blank#1                                                      |              | 00:02 |
| 18. | Silence/Blank#1                                                      |              | 00:02 |
| 19. | Be Somebody (met Lupe Fiasco, Holly Brook & Tak of Styles of Beyond) | Wasalu Jaco  | 03:15 |
| 20. | There They Go (met Sixx John)                                        |              | 03:17 |
| 21. | The Hard Way (met Kenna)                                             |              | 03:54 |

| Nr. | Titel                         | Duur |
| --- | ----------------------------- | ---- |
| 17. | Petrified (Los Angeles remix) | 3:32 |

### Enhanced CD inhoud
1. The Making of Petrified Video
2. Videoclip van Petrified
3. Extras - Wallpapers
4. Weblink - Bonus Online Material

### Limited edition dvd
1. Studioopnames
2. Interview
3. Videoclip van Believe Me and Making of Believe Me
4. Mike Shinoda meeting Jay-Z
5. Mike Shinoda painting Cover Artwork

## Verschijningsdata
| Land/regio    | Verschijningsdatum |
| ------------- | ------------------ |
| Europa        | 21 november 2005   |
| Azië          | 21 november 2005   |
| Oceanië       | 21 november 2005   |
| Noord-Amerika | 22 november 2005   |
| Zuid-Amerika  | 22 november 2005   |

## Singles
| Jaar | Nummer            | Piek      | Piek              | Piek           | Piek                 | Piek          | Piek           | Piek                | Piek      | Piek       | Piek      | Piek      | Piek      | Piek       | Certificatie |
| Jaar | Nummer            | NL Top 40 | NL Single Top 100 | VL Ultratop 50 | US Billboard Hot 100 | UK Hitlist 75 | AU ARIA Charts | DU Musik- markt 100 | FI Top 20 | FR Top 100 | NZ Top 40 | OO Top 75 | SE Top 60 | ZW Top 100 | Certificatie |
| ---- | ----------------- | --------- | ----------------- | -------------- | -------------------- | ------------- | -------------- | ------------------- | --------- | ---------- | --------- | --------- | --------- | ---------- | ------------ |
| 2005 | Believe Me        | tip2      | 58                | —              | 92                   | —             | 43             | 29                  | 5         | —          | —         | 47        | —         | —          |              |
| 2005 | Remember the Name | —         | —                 | —              | 66                   | —             | —              | —                   | —         | —          | —         | —         | —         | —          | Platina (VS) |
| 2006 | Where'd You Go    | 10        | 15                | tip6           | 4                    | —             | 41             | 18                  | 8         | 24         | 14        | 29        | —         | 62         | Platina (VS) |

## Verkoopcijfers en hitlijstposities
Het album bereikte in de Amerikaanse Billboard 200 de 51e plek en er werden in dat land ruim 300.000 exemplaren van verkocht, terwijl het verkoopcijfer voor de hele wereld op 400.000 uitkwam, per 2009. Het album bereikte de 26e plek in de Billboard R&B/Hip-Hop Albums-lijst, de 25e in de Billboard Digital Albums-lijst en de 15e in de Rap Albums-lijst. Het bereikte de 79e plek in de Nederlandse Album Top 100.
| Lijst                     | Top | Status | Verkochte exemplaren | Bron  |
| ------------------------- | --- | ------ | -------------------- | ----- |
| Nederlandse Album Top 100 | 2   |        |                      | [ 2 ] |
| Amerikaanse Billboard 200 | 51  |        | 300.000+             | [ 4 ] |
| Australische Top 50       | 41  |        |                      | [ 6 ] |
| Duitse Top 100            | 25  |        |                      | [ 6 ] |
| Finse Top 40              | 8   |        |                      | [ 6 ] |
| Franse Top 200            | 24  |        |                      | [ 6 ] |
| Nieuw-Zeelandse Top 50    | 30  |        |                      | [ 6 ] |
| Oostenrijkse Top 75       | 37  |        |                      | [ 6 ] |
| Zwitserse Album Top 100   | 42  |        |                      | [ 6 ] |

Mike Shinoda